# Chanasson
Le Chanasson enregistré légalement au fichier des cours d’eau sous le toponyme de « Gourtarou » (selon un arrêté préfectoral Région Centre du 10 juillet 2012). Ce petit cours d’eau, de seulement 14.7 km, est un véritable bornage naturel qui sépare les territoires de Civens et d'Épercieux Saint-Paul. Il prend sa source sur le territoire de Cottance, à 600 m d’altitude, vers La Leva, et chemine à travers champs et pâturages, se défilant des routes tentant de lui faire barrage, pour rejoindre le fleuve Loire (Les Pâturages /Territoire d’Epercieux Saint-Paul). Il entraîne dans sa course deux affluents, le Sault et le Rioux. Le Gourtarou tire son nom du mot ‘gour’ de l’occitan ‘gorg’ (gouffre, mare). Les gours étaient jadis très poissonneux. Grâce à ses nombreux trous d’eau, les poissons se complaisaient à stagner dans l’un d’entre eux en période chaude. La pêche dans le Gourtarou (Chanasson) n’est pas autorisée.

## Géographie
Le Chanasson prend sa source sur la commune de Cottance/La Leva dans la Loire.
Long de 14,7 kilomètres, il se jette dans la Loire au niveau d'Épercieux-Saint-Paul/Les Patûrages.
Ses principaux affluents sont le Sault et le Rioux.